# Elkov–Kasper
Elkov–Kasper (UCI kód: EKA) je český cyklistický UCI Continental tým, jenž vznikl v roce 2000. Hlavními sponzory týmu jsou ELKOV elektro, společnost specializující se na elektromateriál a svítidla, a Kasper, společnost vyrábějící dřevěné konstrukce. Za tým v minulosti jezdili závodníci jako Ondřej Sosenka, bývalý držitel světového rekordu v hodinovce, nebo Alois Kaňkovský. Samotný tým pak vyprodukoval několik pozdějších profesionálů, mezi něž patří například Michal Schlegel, Michael Kukrle, Josef Černý, Leopold König, Daniel Babor, František Raboň nebo Petr Kelemen.

## Soupiska týmu
K 1. lednu 2025
- Adam Bittman (CZE) (*4. ledna 2006)
- Michael Boroš (CZE) (* 9. srpna 1992)
- Milan Kadlec (CZE) (* 27. dubna 2004)
- Jakub Kuba (CZE) (* 24. července 2005)
- Adam Kubelka (CZE) (* 8. května 2005)
- Daniel Mráz (CZE) (* 22. března 2004)
- Adam Pešek (CZE) (* 8. března 2006)
- Tomáš Přidal (CZE) (* 2. února 2004)
- Michal Schlegel (CZE) (* 31. května 1995)
- Matúš Štoček (SVK) (* 12. března 1999)
- Jakub Ťoupalík (CZE) (* 17. července 2001)
- Matěj Zahálka (CZE) (* 4. prosince 1993)
- Štěpán Zahálka (CZE) (* 3. března 2006)

## Vítězství na národních šampionátech
2000
 Český silniční závod, Lubomír Kejval
 Česká časovka, Ondřej Sosenka
2004
 Slovenský silniční závod, Martin Riška
2006
 Český silniční závod, Stanislav Kozubek
2007
 Řecká časovka, Giorgios Tentsos
 Český silniční závod, Tomáš Bucháček
 Česká časovka, Stanislav Kozubek
2008
 Český silniční závod, Petr Benčík
2009
 Český silniční závod, Martin Mareš
2010
 Český silniční závod, Petr Benčík
2011
 Český silniční závod, Petr Benčík
 Česká časovka, Jiří Hudeček
2014
 Česká časovka do 23 let, David Dvorský
2018
 Český silniční závod, Josef Černý
 Česká časovka, Josef Černý
 Česká časovka do 23 let, Jakub Otruba
2019
 Český silniční závod, František Sisr
 Česká časovka, Jan Bárta
 Česká časovka do 23 let, Jakub Otruba
2020
 Česká časovka do 23 let, Jakub Otruba
 Český silniční závod, Adam Ťoupalík
2021
 Český silniční závod, Michael Kukrle
2022
 Česká časovka, Jan Bárta
 Český silniční závod, Matěj Zahálka